# حي السفارات (الرياض)
حي السفارات، يقع الحي في غرب مدينة الرياض عاصمة المملكة العربية السعودية، وقد بني الحي على أرض مساحتها حوالي ثمانية كيلومترات مربعة، ويحيط بالموقع وادي حنيفة من جهة الغرب وكل من طريقي صلبوخ ومكة السريعين من جهتي الشرق والجنوب على التوالي، وقد أصبحت المنطقة التي يقع فيها الحي من أهم مناطق التطوير الحديثة بمدينة الرياض، إذ تضم المنطقة مواقع عدد من المنشئات والمباني الحكومية الهامة مثل هيئة تطوير الرياض (الهيئة الملكية لمدينة الرياض حالياً) وهيئة السياحة والآثار، والعديد من المنظمات الدولية والإقليمية مثل الأمم المتحدة وغيرها، وقد برزت فكرة إنشاء حي السفارات بعد صدور قرار مجلس الوزراء رقم 1650 في الحادي عشر من شهر ذي القعدة عام 1395 هـ الموافق الخامس والعشرين من شهر نوفمبر من عام 1975 بنقل مقرات وزارة الخارجية والبعثات الدبلوماسية من مدينهَ جدة إلى مدينة الرياض، وذلك استكمالًا لوظائفها الرئيسية عاصمةً للبلاد، وشُكِّلت لجنهَ تنفيذية عُليا برئاسة أمير منطقة الرياض ورئيس الهيئة العليا لتطوير مدينة الرياض لإتمام المشروع، وقد تم البدء في المشروع عام 1399 هـ الموافق 1978، وتم الانتهاء من بناء الحي ومرافقه عام 1403 هـ الموافق 1982.

## تصميم الحي
كانت فكرة إنشاء الحي تتمثل في إيجاد حي شامل ومتكامل يقع بين طريقين رئيسيين، أحدهما يرتبط بطريق صلبوخ السريع المحاذي للحي من جهة الشرق، والآخر بطريق مكة المحاذي للحي من جهة الجنوب، ويحف هذان الطريقان بمنطقة مركزية متعددة الاستعمالات تمتد على شكل شريط منحن عرضه نحو 175 متر، وتضم هذه المنطقة مرافق مكتبية وتجارية ووحدات سكنية على شكل شقق، إلى جانب عدد من الخدمات العامة والخاصة تتمثل في المساجد ومركز اجتماعي ثقافي ومكتبة ومحطة إطفاء ومركز طبي وفندق ومركز لخدمة السيارات وغيرها إضافة لبعض مواقع السفارات، وتطل المرافق والخدمات على ساحات عامة موصولة بممرات منسقة للمشاة، ويمكن للسيارات الخاصة وعربات الخدمة الوصول إليها عبر ممرات الخدمة، كما أقيمت مواقف للسيارات تحت الأرض بحيث يمكن الصعود منها إلى الأدوار العلوية عن طريق مصاعد وسلالم. وقد روعي في التصميم العمراني للمنطقة الطابع التقليدي المحلي.
وتمتد مواقع السفارات على جانبي الطريقين الرئيسيين وطرق التجميع، ويوجد حول المنطقة المركزية خمس مناطق سكنية يخترق كل منها طريق تجميع على شكل طريق دائري، وتتفرع من طرق التجميع شوارع فرعية يتشعب منها شوارع ذات نهايات مغلقة تؤمن الوصول إلى الوحدات السكنية المحاذية لها والمحيطة بالنهايات المغلقة، وخُصِّصَت الأراضي المحاذية لطرق التجميع لعمائر سكنية متعددة الأدوار، كما خُصِّصت الأراضي المُطلة على الشوارع الفرعية والمحيطة بالنهايات المغلقة للفلل السكنية المنفصلة والمزدوجة. وتحتوي كل منطقة سكنية على مركز يضم مسجد ومرافق تعليمية وحديقة، بالإضافة إلى بعض المرافق التجارية، وتفصل مناطق التنسيق الصحراوي المناطق السكنية عن وادي حنيفة. أما بالنسبة لاستعمالات الأراضي بالحي، فقد وُزِّعَت استعمالات الأراضي بحي السفارات كالتالي: خُصِّص ما نسبته 22.2% من إجمالي الحي للمناطق السكنية، وتخصيص 14% من إجمالي الحي للسفارات ومساكن السفراء، وتخصيص 10.6% من إجمالي الحي للخدمات العامة، وتخصيص 5.7% من إجمالي الحي للمناطق التجارية، وتخصيص 16.6% من إجمالي الحي للطرق والشوارع، فيما خُصِّص 30% من إجمالي مساحة الحي للحدائق والمتنزهات والساحات العامة.

## تنسيق الحي
يشمل تنسيق المواقع بحي السفارات ما يلي:
- تنسيق المواقع الصحراوي: يغطي الموقع الصحراوي أرض مساحتها نحو 900 ألف متر مربع في أجزاء الحي المطلة على وادي حنيفة والمحاذية للطرق السريعة، ففي الأجزاء المطلة على وادي حنيفة خصص شريط عرضه نحو 50 متر يمتد على طول الأجزاء المحاذية للوادي كمناطق تنسيق صحراوي، ليفصل خط البناء بالحي عن حافة الوادي، وقد طورت هذه المناطق كحدائق صحراوية وأقيمت فيها ممرات للجري والمشي وركوب الدراجات إلى جانب شرفات للجلوس والإطلال على الوادي واستراحات مزودة بمقاعد منحوتة من الصخور ومواقد للشوي وبعض الأشكال الجمالية والفنية المنحوتة من الصخور، كما زرعت فيها نباتات صحراوية تعتمد في ريها على مياه الأمطار مع قليل من مياه الري، كما أقيم حاجز ترابي يتراوح ارتفاعه بين 12 و 18 متراً على طول الأجزاء المحاذية للطرق السريعة لحماية هذه المناطق من الضوضاء والآثار الطبيعية الأخرى الناجمة عن هذه الطرق، وتوفير مناطق ترويحية مفتوحة.
- الحدائق والمتنزهات العامة: تم إنشاء ست عشرة حديقة موزعة على مراكز المناطق السكنية وعلى حواف مناطق التنسيق الصحراوي بالإضافة إلى منتزه عام في الطرف الشمالي للحي، وتتراوح مساحات هذه الحدائق بين 400 و 46.200 متر مربع، ويبلغ مجموع مساحاتها نحو 257.000 متر مربع، فيما تبلغ مساحة المنتزه العام نحو 000، 240 متر مربع.
- الشوارع والميادين العامة: تشتمل شبكة الطرق في الحي على عناصر تنسيق المواقع، ففي الطريقين الرئيسين غرس صفان من الأشجار في الجزيرة المتوسطة، وصفان من أشجار النخيل، كما غرس صف آخر في الجزيرة الجانبية، وفي كل رصيف مشاة، بالإضافة إلى غرس أشجار وشجيرات أخرى وزراعة نباتات أرضية في تلك الجزر والأرصفة، كما أقيمت عشرة ميادين عامة يبلغ إجمالي مساحاتها 53.350 متر مربع، وقد غرست في هذه الميادين أشجار النخيل وأنواع أخرى من الأشجار والشجيرات، وزرعت فيها زهور ونباتات أرضية كما زودت بعض هذه الميادين بنوافير ومؤثرات جمالية أخرى.
- ممرات المشاة: نُفِّذَت شبكة للمرات المشاة يبلغ مجموع مساحاتها 166.000 متر مربع، ويبلغ مجموع أطوالها 3.368 متر، وقد زودت هذه الممرات بالأشجار والنباتات والإنارة والاستراحات والنوافير ومؤثرات جمالية أخرى.
- تنسيق المواقع الداخلية: اعتبر المخطط الشامل المساحات المنسقة داخل المباني العامة والخاصة عنصرًا أساسيا في مفهوم تنسيق المواقع بالحي، وبالتالي خُصِّصَت مساحات لتنسيق المواقع في كل المباني وزُرِعت بنوعيات معينة من الأشجار والنباتات.
- نظام الري: أُنشِئَت محطة لمعالجة مياه الصرف الصحي بهدف الاستفادة من مياه المجاري في أعمال الري، كما أُنشِئ برج لمياه الري وشبكة للري تغطي جميع المناطق المخصصة لتنسيق المواقع في الحي، كما تم إنشاء نظام للتحكم في شبكة مياه الري يدار بالحاسب الآلي يهدف إلى تنظيم وبرمجة توزيع مياه الري على المساحات المختلفة طبقا لحاجة كل منها.

## مرافق الحي
تنقسم مرافق الحي بين مرافق عامة ورافق خاصة بالإضافة لمناطق القطاع الخاص وهي كالتالي:

### الخدمات العامة
- المرافق التعليمية: تشمل المرافق التعليمية بالحي عشر مبان لرياض الأطفال ومدرستين ابتدائية ومدرستين متوسطة وثانويتين للبنين والبنات، إلى جانب مجمع للمدارس الدولية أقيم على أرض مساحتها 86830 متراً مربعاً، ويتسع لحوالي 1350 تلميذاً وتلميذة.
- المنشآت الرياضية: تشتمل على مرافق رياضيه داخلية وأخرى خارجية تنتشر داخل حديقة مساحتها 84.000 متر مربع.
- المساجد: تم تخصيص موقع لإنشاء مسجد جامع في المنطقة المركزية بالحي، يتسع لحوالي 5.000 مصل، كما تم إنشاء أربعة مساجد في مراكز المناطق السكنية، تتراوح سعة كل مسجد من 350 إلى 1.200 مصل طبقا لحجم كل منطقها سكنية، يتوفر في كل من هذه المساجد سكن للإمام وآخر للمؤذن ومستودع للأثاث وأماكن للوضوء إلى جانب الخدمات المساندة الأخرى، وتقام فيها الصلوات الخمس، بالإضافة إلى صلاة الجمعة بالمسجد الجامع.
- قصر طويق: يحتل موقع متميز في الطرف الشمالي الغربي للحي، وهو مطل على وادي حنيفة، ومحاط بفرعيِن صغيرين للوادي، وتبلغ مساحة الأرض التي أقيم عليها هذا القصر 77.000 متر مربع، بينما تربو مساحة مبانيه على 20.000 متر مربع، وقد شيد هذا القصر على شكل جدار ضخم مأهول يلتف حول حديقة داخلية حاميا إياها من العوامل الطبيعية، ويتألف القصر من بهو وقاعات استقبال واحتفالات وطعام ومدرج للمحاضرات وصالة متعددة الأغراض ودار للضيافة تتكون من أربعهَ أجنحة وثلاثين غرفة.
- قصر الثقافة: يشغل أرض مساحتها نحو 12 ألف متر مربع في المنطقة المركزية بالحي، وتتألف مبانيه من دورين ويتكون من قاعة احتفالات تتسع لحوالي ألف شخص وقاعة محاضرات تتسع لحوالي 634 مقعد مجهز بوسائل صوتية وضوئية حديثة، ونظاما للترجمة الفورية، بالإضافة إلى ورش للفنون والحرف، وصالة لعرض الأفلام والشرائح، ومكتبة وصالة متعددة الأغراض.
- الهيئة الملكية لمدينة الرياض: يقع مقر الهيئة العليا لتطوير مدينة الرياض في المنطقة المركزية بحي السفارات، وتبلغ مساحة مبانيه المؤلفة مـن ثلاثة أدوار 1067 متر مربع، إضافة إلى بعض المكاتب ومواقف للسيارات تحت الأرض.
- وزارة السياحة: تم إنشاء مبنى الهيئة العامة للسياحة والتراث الوطني السعودية آنذاك على مساحة تقدر بـ 17512 مترا مربعا، وقد روعي الجانب البيئي في تصميم هذا المبنى من الداخل والخارج، فقد تم توظيف العناصر الطبيعية لخلق هذه البيئة، ومن تلك العناصر الإضاءة الطبيعية والبعد البصري والشفافية في العناصر الداخلية وتوزيع الفراغات المكتبية.
- الهيئة السعودية للتخصصات الصحية : تم إنشاء هذا مبنى الهيئة السعودية للتخصصات الصحية على مساحة 21.270 متر مربع، ويتكون من خمسة طوابق، ثلاثة منها فوق الأرض، وطابقان تحتها، ويحتوى على مصلى يتسع لـ 200 مصل ومكاتب إدارية ومقر للاحتفالات والمؤتمرات وقاعة للامتحانات والاجتماعات ومكتبة طبية وأرشيف مجهز ومواقف للسيارات بسعة 192 سيارة.
- الهيئة العامة لحي السفارات: الهيئة حديثة ترتبط الهيئة تنظيمياً برئيس مجلس الوزراء، ومقرها مدينة الرياض. وتتمثل مهام الهيئة في إدارة حي السفارات وتطويره، عمرانياً، واقتصادياً، واجتماعياً.
- ساحة الكندي: تبلغ مساحة الساحة 6.080 متر مربع، وتشكل كبرى الساحات العامة الموصولة بممرات المشاة التي تتخلل المنطقة المركزية بالحي، وتضم هذه الساحة نافورتين إلى جانب مساحات منسقة ومشجرة وأماكن للجلوس مظللة بالأشجار .

### المنشآت الخاصة
تشمل المنشآت الخاصة بحي السفارات ما يلي:
- البعثات الدبلوماسية: افترض المخطط الشامل أن يتسع حي السفارات لأكثر من مئة وعشرين بعثة دبلوماسية، وقد جرى تخصيص مواقع لبضع وثمانين بعثة دبلوماسية معتمدة ومقيمة بالمملكة العربية السعودية، فتم تخصيص موقع أو اثنين لكل من هذه البعثات بحسب رغبتها في إقامة السفارة وسكن السفير في موقع واحد أو موقعين.[4]
- المنظمات الدولية: خُصِّصَت مواقع بالحي لعدد من المنظمات الدولية، منها مقر الأمم المتحدة على أرض مساحتها 10.491 متر مربع ومقر منتدى الطاقة الدولي على أرض مساحتها 9.123 متر مربع .
- المنظمات الإقليمية: خُصِّصَت مواقع بالحي لعدد من المنظمات الإقليمية منها الأمانة العامة لمجلس التعاون لدول الخليج العربية، والإدارة العامة للتربية الخاصة، ومكتب التربية العربي لدول الخليج، وتلفزيون الخليج وهيئة بريد الخليج والمؤسسة العربية للاتصالات الفضائية (عربسات)، والمعهد العربي لإنماء المدن والمكتب التنفيذي لمجلس وزراء الصحة لدول مجلس التعاون الخليجي، والمنظمة العربية للهلال الأحمر والصليب الأحمر، وهيئة التقييس لدول مجلس التعاون الخليجي، والهيئة الملكية للجبيل وينبع، وهيئة المحاسبة والمراجعة لدول مجلس التعاون الخليجي.

## الجوائز التي نالها الحي
نال حي السفارات وبعض من مرافقه عدد من الجوائز وهي: جائزة منظمة المدن العربية فقد فاز بها الحي في عام 1410 هـ الموافق 1990 بجائزة المشروع المعماري لمنظمة المدن العربية في دورتها الثالثة التي عقدت بمدينة الرباط في المغرب، وفاز حي السفارات عام 1410 هـ الموافق عام 1989 بجائزة آغا خان للعمارة والتي تختص بالتصاميم والعمارة الإسلامية، وتم اختيار الحي من بين 240 مشروعاً على مستوى العالم ، وفاز قصر طويق الذي يمثل أحد أبرز المعالم العمرانية الثقافية والاجتماعية في حي السفارات في الرياض بجائزة آغا خان للعمارة في خريف عام 1419 هـ الموافق 1998 وسُلِّمت الجائزة في مدينة غرناطة الإسبانية.

## حي مستقل
في 27 نوفمبر 2018، قرَّر مجلس الوزاء أن يُفصل حي السفارات من أمانة الرياض وأن يكون للحي هيئة تدير شؤونه، اسمها «هيئة حي السفارات»، وقد فُسّرَ هذا القرار بأنّ الحي يُرادُ له أن يُصبح منطقةً عالمية مستقلة إداريًا وماليًا.

## انظر ايضاً
- الرياض

## وصلات خارجية
- تحويل إدارة حي السفارات إلى هيئة عامة باسم «هيئة حي السفارات».